# Luis González-Mestres
(Lluís) Luis González-Mestres (Barcelona, 14 de marzo de 1948 -) es un físico de partículas catalán (español) que trabaja en París y en Annecy, en Francia. Pertenece al CNRS (Centro Nacional de Investigación Científica), en Francia, e investiga en física de partículas elementales, tanto teórica como experimental, con énfasis en la investigación interdisciplinar más cercana a la astrofísica, en campos como la física de neutrinos, la materia oscura, los detectores criogénicos, o la relatividad.

## Vida
González-Mestres nació, creció y estudió en Barcelona, hijo de Lluís González González y Pilar Mestres Gutiérrez de Pando. Su padre, republicano, tuvo que exilarse durante la guerra civil a la caída de Barcelona. A su vuelta a Barcelona, siguió encontrando problemas a causa de su pasado republicano.
Obtuvo su licenciatura en Barcelona y un Diplôme d'Etudes Approfondies (DEA) en Francia (Orsay). Publicó su primer artículo científico (sobre modelos duales) en la primavera de 1970, mientras preparaba sur DEA en Orsay. Forma parte del CNRS desde enero de 1972. Obtuvo su Doctorat d'Etat ès Sciences en 1975. Fue becario del CERN en 1978 y 1979.

## Trabajos científicos

### Interacciones fuertes de partículas elementales
En 1978-79, basándose en un análisis de la estructura interna del modelo de cuerdas, se opuso con éxito al esquema fenomenológico que postulaba la identidad de las trayectorias de Regge del mesón f y del Pomerón. Defendió la idea de un Pomerón de origen gluónico, diferente de cualquier renormalización de la trayectoria del mesón f. Este trabajo generó controversias con fenomenólogos de la Física de las interacciones fuertes hadrónicas entonces de moda. Pero fue citado por Edward Witten en une nota añadida antes de la publicación (noviembre de 1999) de su importante artículo Baryons in the 1/N expansion.

### Constituyentes últimos de la materia y pre Big Bang
Ha trajado sobre modelos de preones, proponiendo en particular la posible existencia de preones superluminales (superbradiones). Los superbradiones serían un nuevo tipo de partículas con masa y energía positivas, pero con una velocidad crítica en el vacío muy superior a la velocidad de la luz. González-Mestres avanza una analogía con la diferencia de velocidad entre la luz y el sonido, pudiendo ser los superbradiones los constituyentes últimos de la materia convencional generando incluso una cosmología anterior al Big Bang.

### Detectores criogénicos, neutrinos, materia oscura
Ha trabajado sobre los detectores criogénicos para la física de neutrinos de baja energía, la detección de materia oscura de nuestra galaxia... Es conocido por la invención del bolómetro luminescente, que permite la detección simultánea de fonones y de luz de centelleo, mejorando considerablemente la identificación de las partículas observadas y el rechazo del fondo.

### Relatividad y rayos cósmicos
Tamblén es conocido por su trabajo sobre las posibles violaciones de la teoría de la relatividad i la verificació de la relatividad por experimentos de detección de rayos cósmicos de alta energía.
Sus ideas originales sobre las posibles verificaciones de la física à la escala de Planck mediante la detección de rayos cósmicos de ultra-alta energía han sido citadas por Lee Smolin en su libro The Trouble With Physics. Pero Smolin atribuye erróneamente a Sidney Coleman y Sheldon Glashow la idea original de González-Mestres según la cual una violación de la simetría de Lorentz introduciendo un sistema de referencia absoluto podría producir la supresión del límite Greisen-Zatsepin-Kuzmin. Sobre González-Mestres, Smolin escribe:
"Remarkably, it took until the mid 1990 for us to realize that we could indeed probe the Planck scale. As sometimes happens, a few people recognized it but were in effect shouted out when they tried to publish their ideas. One was the Spanish physicist Luis Gonzalez-Mestres, of the Centre National de la Recherche Scientifique in Paris..."
Siendo un miembro particularmente activo de la intersindical del Laboratoire de Physique Corpusculaire del Collège de France, González-Mestres se encontraba en conflicto con su jerarquía. Pero esta situación no le impidió formular claramente sus ideas científicas originales, tanto en los archivos electrónicos (abril de 1997) como en las principales reuniones internacionales. Su contribución a la conferencia ICRC 1997 (julio de 1997) circuló públicamente desde el mes de mayo. También fue invitado al seminario de la colaboración AUGER organizado antes de esta conferencia, y presentó su trabajo en la conferencia "Observing giant cosmic ray air showers from >10E20 eV particles from space". Los primeros artículos de Coleman y Glashow proponiendo las mismas ideas son claramente posteriores.

### Trabajos recientes
Estudia las posibles verificaciones de los principios fundamentales de la Física por los rayos cósmicos de alta energía y los experimentos dedicados a las radiaciones cósmicas, así como los posibles escenarios de une cosmología anterior al Big Bang.
Ha propuesto el uso de un espacio-tiempo espinorial de dos dimensiones complejas en lugar del espacio-tiempo convencional de cuatro dimensiones reales. El tiempo cósmico es entonces una función del módulo del espinor cósmico y la ley llamada "de Hubble" es generada de manera natural por la geometría.
Desde el 28 de septiembre de 2011, González-Mestres indicó los posibles problemas de coherencia del resultado anunciado por la colaboración OPERA sobre la velocidad del neutrino que según la medida publicada por OPERA el 22 de septiembre era superluminal. El 29 de septiembre, un artículo d'Andrew Cohen et Sheldon Glashow y un segundo artículo de González-Mestres confirmaron la crítica de este resultado. El resultado d'OPERA ha sido finalmente modificado.

## Otras actividades
Miembro de la intersindical del Laboratorio de Física Corpuscular del Collège de France hasta la desparición de este laboratorio, y fundador del colectivo Indépendance des Chercheurs Archivado el 24 de mayo de 2013 en Wayback Machine. del cual es frecuentemente candidato a las elecciones del CNRS, González-Mestres es presidente de la ACHP (Association Contre le Harcèlement Professionnel, o Asociación Contra el Acoso Profesional), una organización sin ánimo de lucro francesa. Es igualmente maestro de la federación española de ajedrez. Fue campeón de España escolar de ajedrez en 1962-64 y campeón juvenil en 1964 y 1966. En 1965 disputó en Barcelona el campeonato mundial juvenil.
Ha escrito en 2012 el postfacio del libro de Igor y Grichka Bogdanov La pensée de Dieu, y en 2013 el prefacio y el postfacio del libro Le mystère du satellite Planck de los mismos autores. En un artículo publicado por el semanario Le Point el 19 de julio de 2012, González-Mestres denuncia el uso de un texto anónimo, sin tampón ni firma ni prueba alguna de una transmisión institucional, presentado en ciertas ocasiones como un informe del CNRS por los instigadores de la campaña contra los hermanos Bogdanov.